# Podocarpus sprucei
Podocarpus sprucei é uma espécie de conífera da família Podocarpaceae.
Pode ser encontrada nos seguintes países: Equador e Peru.